# SIC Internacional África
SIC Internacional África é um canal televisivo da SIC que deu início as suas transmissões em 13 de março de 2017 com o objectivo de chegar à vasta Comunidade Portuguesa espalhada pelos Países Africanos de Língua Oficial Portuguesa, com uma emissão diária de 24 horas de programação.
Há 17 anos a transmitir em África, em português, o canal lusófono estabelece agora uma marca especificamente dedicada ao continente africano, sintonizando ainda mais o seu conteúdo programático às preferências, tons, sensibilidades e exigências das audiências de África.

## Direção
Diretor Geral de Entretenimento: Daniel Oliveira    
Diretora SIC Internacional África: Aida Pinto 

## Programas

### Produção Própria
- | Alô Portugal | José Figueiras
- | Ponto de Equilíbrio | Maria Helena Martins
- | Está na moda | Roselyn Silva
- | Gira Disco
- | Ginga Bola | Paulo Garcia

#### Ponto de Equilíbrio
Num ambiente intimista, Maria Helena entrevista um convidado conhecido dos Portugueses, recebe um especialista da área das Medicinas Alternativas, responde às dúvidas dos telespetadores, ensina mezinhas e rituais, diz-lhe quais são as previsões diárias para o seu signo, ensina orações e muito mais.

#### Está na moda
Programa onde a estilista Roselyn Silva traz à antena as tendências do momento.
Inspirada na identidade africana, que é também a sua origem, semanalmente Roselyn conversa com as personalidades africanas mais influentes da atualidade sobre a moda que marca as suas vidas. Descortinar os gostos e as referências de cada figura pública é o grande desafio da estilista que vai sugerir o look ideal para cada convidado.
Em cada programa, o público de todas as idades recebe também as dicas de moda e lifestyle da estilista e conhece as tendências da estação, sempre com um olhar especial sobre o continente africano.

#### Gira Disco
Da kizomba à bossa nova, da morna ao pop, do semba ao rock, as músicas mais ouvidas da actualidade passam no Gira Disco da SIC Internacional. De segunda a sexta um disco em destaque, ao sábado a colectânea da semana.
O público pode escolher a música que mais gosta e ouvir o “Disco pedido” e conhecer os concertos que estão a “Girar esta semana” em Portugal, Angola, Moçambique, Cabo Verde e África do Sul.
“Em conversa” os músicos contam as novidades das suas carreiras e respondem às curiosidades do público que pode colocar as suas questões através das Redes Sociais.

#### Ginga Bola
Apresentado por Paulo Garcia, vai passar em revista os campeonatos nacionais de futebol de Angola e Moçambique. Tudo o que se passa no ‘Girabola’ e no ‘Moçambola’ passa agora na SIC Internacional África.

### Programas da SIC
Muitos dos programas emitidos na SIC Internacional, são programas produzidos pela SIC generalista.

## Cobertura
- África do Sul | DStv África do Sul
- Angola | DStv e tvcabo
- Moçambique | DStv, tvcabo e StarTimes

Mapa do mundo representando os países com cobertura da SIC Internacional e SIC Internacional África.
Portugal
SIC Internacional
SIC Internacional África